# Cyclocranium swiestrae
Cyclocranium swiestrae är en skalbaggsart som beskrevs av Max Poll 1892. Cyclocranium swiestrae ingår i släktet Cyclocranium och familjen långhorningar. Inga underarter finns listade i Catalogue of Life.